# Золтан Блум
Золтан Блум (угор. Blum Zoltán; 3 січня 1892, Папа — 25 грудня 1959, Будапешт) — угорський футболіст, що грав на позиції півзахисника. Виступав, зокрема, за клуб «Ференцварош», а також національну збірну Угорщини. Футболіст року в Угорщині (1921).
По завершенні ігрової кар'єри — тренер. Очолював рідний «Ференцварош» та румунський клуб УТА (Арад).

## Клубна кар'єра
У дорослому футболі дебютував 1911 року виступами за команду «Ференцварош», в якій провів шістнадцять сезонів, взявши участь у в 416 іграх, в тому числі 222 матчах чемпіонату. За цей час він виграв з командою чотири чемпіонати Угорщини і три національних кубки.
В кінці кар'єри виступав за клуби «Буда 33», «Шомодь» та «Ваци», остаточна завершивши кар'єру у 1930 році.

## Виступи за збірну
1912 року дебютував в офіційних матчах у складі національної збірної Угорщини.
У складі збірної був учасником футбольних турнірів на Олімпійських іграх 1912 року у Стокгольмі та Олімпійських іграх 1924 року у Парижі.
Протягом кар'єри у національній команді провів у формі головної команди країни 38 матчів, забивши 1 гол.

## Кар'єра тренера
Розпочав тренерську кар'єру невдовзі по завершенні кар'єри гравця, 1930 року, очоливши тренерський штаб клубу «Ференцварош». Він привів команду до двох чемпіонств та двох перемог у Кубку Угорщини.
Після війни очолював румунський клуб УТА (Арад), головним тренером команди якого Золтан Блум був з 1946 по 1947 рік і виграв з ним Кубок Румунії.
Помер 25 грудня 1959 року на 68-му році життя.

## Досягнення

### Як гравця
- Чемпіон Угорщини: 1911-12, 1912-13, 1925-26, 1926-27
- Володар Кубка Угорщини: 1913, 1922, 1927

### Як тренера
- Чемпіон Угорщини: 1931-32, 1936-37
- Володар Кубка Угорщини: 1933, 1935
- Володар Кубка Румунії: 1946-47